# Brandon K. Applegate
Brandon K. Applegate ist ein US-amerikanischer Strafrechtler und Kriminologe, der als Professor an der University of South Carolina forscht und lehrt. 2015/16 amtierte er als Präsident der Academy of Criminal Justice Sciences (ACJS).

## Werdegang und Wirken
Applegate machte im Fach Strafrecht 1990 einen Bacherlor-Abschluss an der Bowling Green State University, 1992 ein Master-Examen an der University of Cincinnati und wurde dort 1997 zum Ph.D. promoviert. Danach war er bis 2002 Assistant Professor und bis 2010 Associate Professor an der University of Central Florida. 2010 wechselte er als Associate Professor an die University of South Carolina, wo er 2013 zum Full Professor befördert wurde.
Applegates wissenschaftliche Hauptinteressen liegen bei der Gefängsnisforschung, darunter auch der Viktimisierung von Menschen in Gefängnissen. Außerdem untersucht er den Unterschied zwischen Bewährungshelfern für Erwachsene und Jugendliche.